# Eustrotia obliqua
Eustrotia obliqua là một loài bướm đêm trong họ Noctuidae.